# Ga Aeogae
Ga Aeogae (Tiếng Hàn: 애오개역, Hanja: 애오개驛) là ga tàu điện ngầm trên Tàu điện ngầm vùng thủ đô Seoul tuyến 5 nằm ở Ahyeon-dong, Mapo-gu, Seoul.
"Aeogae" là một trong những rất tên ít nhà ga trong hệ thống tàu điện ngầm Seoul không có nguồn gốc từ Trung Quốc. Tên có nguồn gốc từ tiếng Hàn có nghĩa là "sườn núi nhỏ." Đây là bản dịch của một phường được gọi là Ahyeon-dong, mà nhà ga nằm ở đó.

## Lịch sử
- 30 tháng 12 năm 1996: Việc kinh doanh bắt đầu với việc mở rộng phần mở rộng đoạn giữa Ga Yeouido ~ Ga Wangsimni trên Tàu điện ngầm Seoul tuyến 5

## Bố trí ga
| Gongdeok ↑     |
| \| W/B         |
| ↓ Chungjeongno |

| Hướng Tây  | ●Tuyến 5 | ← Hướng đi Gongdeok · Yeouido · Sân bay Quốc tế Gimpo · Banghwa      |
| Hướng Đông | ●Tuyến 5 | → Hướng đi Chungjeongno · Gwanghwamun · Hanam Geomdansan · Macheon → |

## Xung quanh nhà ga
| Lối ra \| 나가는 곳 \| Exit \| 出口 | Lối ra \| 나가는 곳 \| Exit \| 出口 |
| ----------------------------------- | --- |
| 1                                   | Đồn cảnh sát Mapo Trung tâm cộng đồng Ahyeon-dong Trường trung học an ninh mạng Hansae Văn phòng đăng ký tòa án quận phía Tây Seoul |
| 2                                   | Trường tiểu học Ahyeon Trường trung học cơ sở Ahyeon Chợ Ahyeon Trường thông tin công nghiệp Ahyeon Mapo Raemian Prugio APT |
| 3                                   | Trung tâm học tập suốt đời Mapo Chi nhánh Ahyeon Hướng vòng xuyến Ahyeon-dong Trung tâm an toàn công cộng Ahyeon 1 Phòng thu âm nhạc Seoul Mapo Gongdeok Xi APT Mapo Central I-Park |
| 4                                   | Tòa án quận phía Tây Seoul/Văn phòng công tố quận phía Tây Seoul Trung tâm cộng đồng Gongdeok-dong Trung tâm phúc lợi người cao tuổi Mapo Trường trung học cơ sở và trung học phổ thông Hwanil Trường tiểu học Soui Samsung Raemian Gongdeok 2 Tổng công ty trợ giúp pháp lý Hàn Quốc Chi nhánh phía tây Seoul |

## Hình ảnh

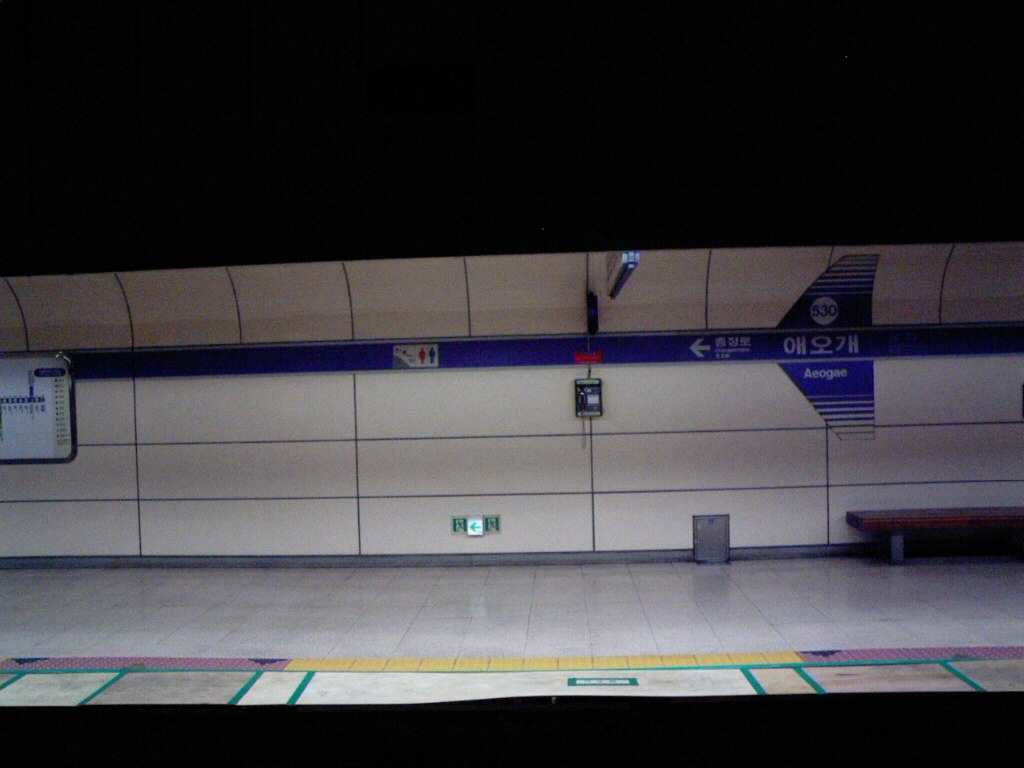
Sân ga (Trước khi lắp đặt cửa chắn)
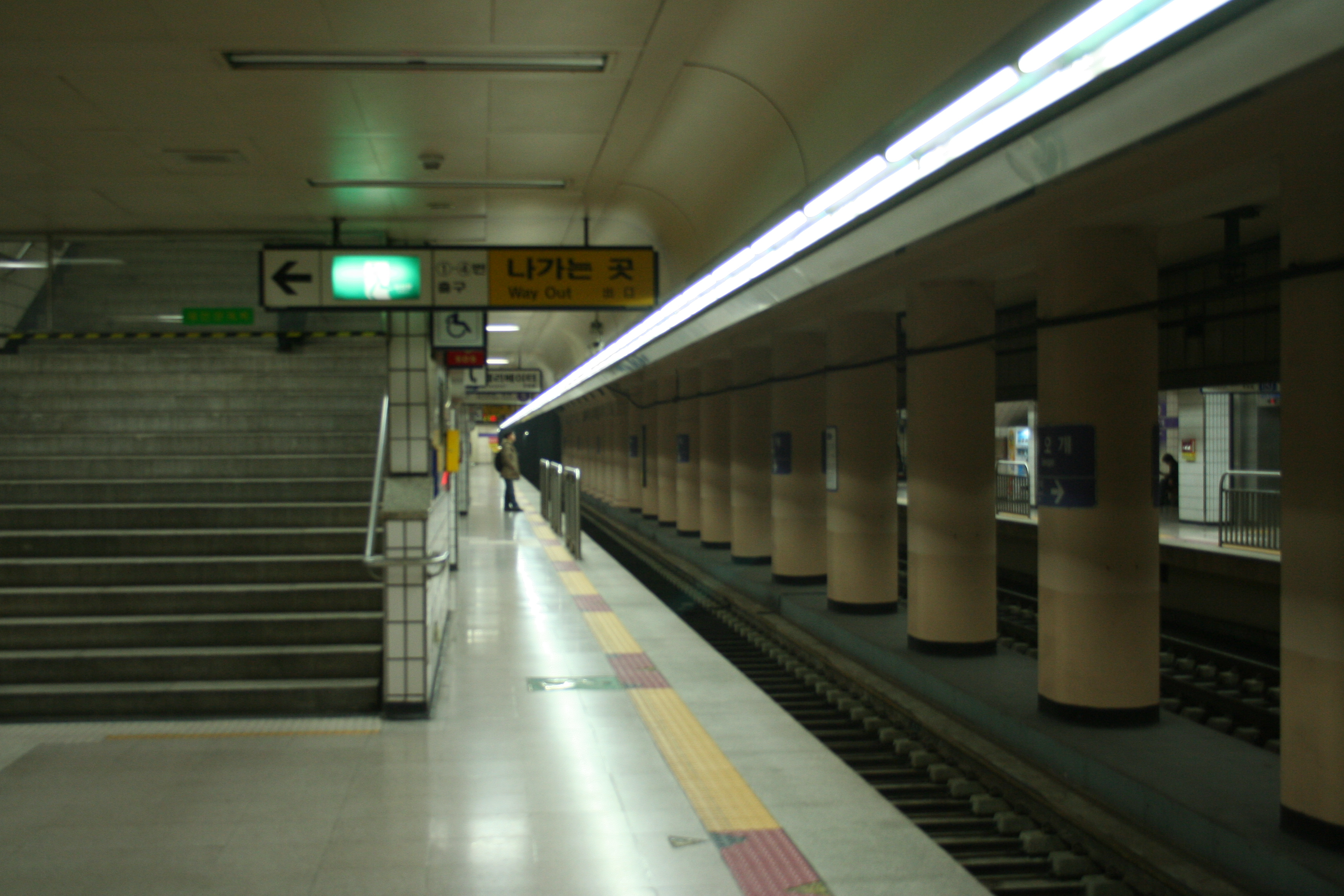
Sân ga (Trước khi lắp đặt cửa chắn)
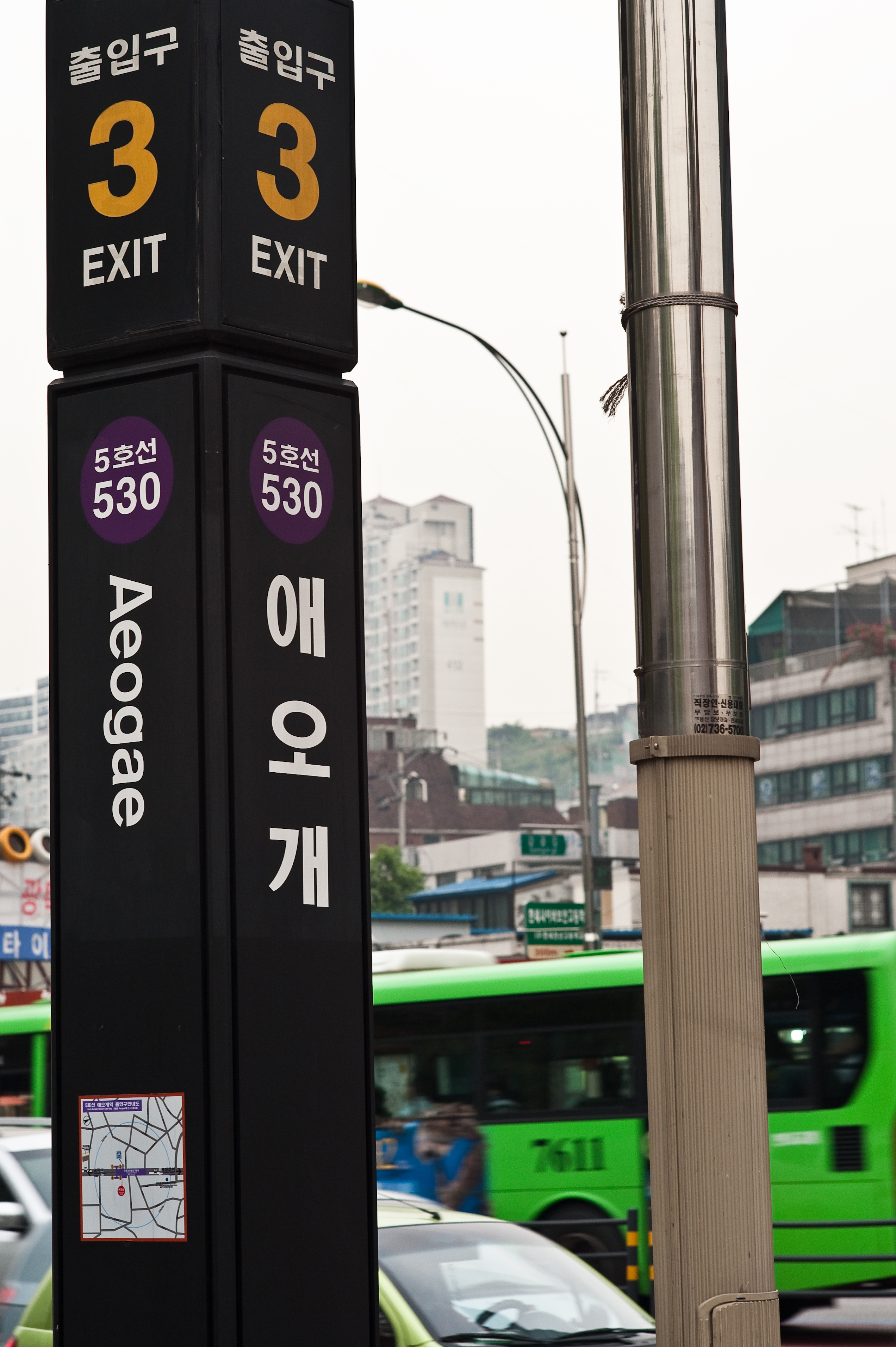
Cột báo hiệu nhà ga